# Štefanovce, Vranov nad Topľou
Štefanovce este o comună slovacă, aflată în districtul Vranov nad Topľou din regiunea Prešov. Localitatea se află la altitudinea de 215 m deasupra n.m., se întinde pe o suprafață de 8,93 km2 și în 2017 număra 114 locuitori.

## Istoric
Localitatea Štefanovce este atestată documentar din 1473.

## Demografie
| An:                | 1994 | 2004   | 2014   | 2024    |
| ------------------ | ---- | ------ | ------ | ------- |
| Număr de persoane: | 109  | 110    | 113    | 86      |
| Diferență:         |      | +0,91% | +2,72% | −23,89% |

| An:                | 2023 | 2024   |
| ------------------ | ---- | ------ |
| Număr de persoane: | 94   | 86     |
| Diferență:         |      | −8,51% |